# Качин Герман Миколайович
Герман Миколайович Качин (рос. Герман Николаевич Качин; 1937—1996) — радянський російський актор театру, кіно та телебачення, заслужений артист Російської Федерації (1993).

## Біографія
Народився в місті Казань 29 листопада 1937 року.
У 1955—1956 роках працював актором в Казанськом драматичном театрі.
У 1961 році закінчив ВДІК (курс О. І. Пижової).
З 1961 по 1993 рік працював в Театрі-студії кіноактора.
Починав кар'єру з характерних ролей, які запам'ятовувались, але поступово перейшов на епізоди. Потім, зважаючи на скрутне матеріальне становище, щоб забезпечити сім'ю, став погоджуватися на будь-які епізоди і прохідні ролі, займатися дубляжем.

## Фільмографія
- 1966 — «Веселі расплюєвські дні» — Іванко
- 1966 — «Я солдат, мамо»
- 1967 — «Лікар Віра» — поліцай
- 1981 — «Любов моя вічна» — Артемич
- 1982 — «Диня» — Вася
- 1978 — «Син чемпіона» — кінооператор
- 1982 — «Нам тут жити» — Прохір Максимов
- 1991 — «Людожер» — майор Терешко